# آراوا
آراوا مرکز استان خودمختار بوگاینویل، واقع در کشور پاپوآ گینه نو است.